# Пеночка-зарничка
Пе́ночка-зарни́чка (лат. Phylloscopus inornatus) — певчая птица из семейства пеночковых (Phylloscopidae). Ранее выделялось три подвида, однако сейчас два выделены в отдельный вид Пеночка тусклая (P. humei и его подвид P. humei mandellii).

## Описание
Очень маленькая пеночка, размах крыльев составляет около 16 см, длина 9—10 см. Размеры крыла 5—6, хвоста 3,5—4 см. Вес пеночки-зарнички составляет от 4 до 9 г. Верхняя сторона пеночки-зарнички окрашена в оливково-зеленый цвет, есть одиночная светлая полоса или пестрые пятнышки вдоль темени и парные светлые полосы от клюва над глазами к затылку и поперек крыльев. Низ желтовато-белый. Клюв в основном бурый, жёлтый у основания. Ноги красновато-бурые. В окраске молодых особей жёлтый и зелёный цвета выражены меньше.

## Распространение
Пеночка-зарничка с мая по октябрь встречается от Урала и Казахстана до Чукотского полуострова, Приамурья и Уссурийского бассейна, в субальпийской зоне юго-восточного Прибайкалья, Туркестане, Монголии и северо-восточном Китае. На зимовку улетает в Индию, Бирму, на Индокитай. Очень редко встречается в западной Европе, иногда зимует там.
Места обитания пеночки-зарнички — негустые хвойные и смешанные леса и редколесья, кустарниковые заросли, сады и рощи. Избегает как крайне открытых мест, так и густых темнохвойных лесов.

## Питание
Пеночки-зарнички питаются насекомыми.

## Пение
Звучание песни пеночки-зарнички напоминает посвист зяблика, завершается характерным жужжанием «ц-ц-ц-цит-жжии…». Песня короткая, когда поёт, расправляет крылья. Крик — негромкий свист «вист».

## Размножение
Строят под кустами, упавшими ветками из сухих колосьев, мха, трухи, хвои рыхлое, слабо скрепленное шалашевидное гнездо. Кладка (5—7 яиц) находится на травяной выстилке, иногда используется шерсть животных. Яйца белые с коричневыми и темно-красными пятнами и точками, 14—17 мм в длину, 10—12 в поперечном разрезе. Самка насиживает яйца в течение 11—13 дней. Кормят птенцов самец и самка. Птенцы начинают вылетать из гнезда примерно через 12 дней после вылупления.